# Випадок з класиком (оповідання)
«Випадок з класиком» (рос. Случай с классиком) — оповідання А. П. Чехова, вперше опубліковане у 1883 році.

## Історія
Оповідання А. П. Чехова «Випадок з класиком» написане в 1883 році. Оповідання вперше опубліковане у 1883 році в журналі «Осколки» № 19 від 7 травня з підписом А. Чехонте і заголовком «Ваня, матуся, тітка і секретар», увійшов до видання А. Ф. Маркса.
Оповідання написане за враженнями навчання в гімназії (у свій час Чехов через грецьку мову залишався на другий рік).
За життя Чехова оповідання переводилося на болгарську, польську, сербськохорватську, чеську і шведську мови.
Критик А. Басаргін писав, що Чеховим в оповіданнях «Випадок з класиком» і «Злий хлопчик» «тонко підмічені і яскраво виставлені аномалії нашого „виховання“, наші нескінченні недогляди і помилки, результатом яких часто-густо буває фізичне та моральне паплюження наших дітей, що здаються на чужі руки, які розміщені в навчальних закладах без всякого попереднього міркування з їх здібностями і силами, як би на мучительство та ін.».
Оболенський зазначав, що головною рисою в творчості раннього Чехова є «з'єднання комічної форми з трагічністю змісту». Прикладом цього з'єднання, на його думку, є оповідання «Випадок з класиком».

## Сюжет
Учень гімназії Ваня Оттепелев повинен здавати іспит з грецької мови. Весь у хвилюванні, він цілував ікони, просив у матері благословення, по дорозі в гімназію подав милостиню жебракові. Однак на іспиті з грецького він отримав двійку. Мамі двійку він пояснив так: «мене Запитали, як буде майбутнє від „феро“, а я… я замість того, щоб сказати „ойсомай“, сказав „опсомай“. Потім… потім… вбрані наголос не ставиться, якщо останній склад довгий, а я… я сторопів… забув, що альфа тут довга… взяв та й поставив вбрані. Потім Артаксерксов наказав перерахувати енклитичні частинки… Я перераховував і ненавмисно займенник вплутав… Помилився… Він і поставив двійку… Нещасна… я людина».
Мама стала лаяти Ваню, називати його іродом і мучителем. Однак тітка хлопчика заступилася за нього, сказавши, що той зовсім не винен, а винна мати, оскільки лізе в дворяни і віддала сина в гімназію замість того, щоб відправити його по торгівельній частині. Жінки ще довго сперечалися, хто правий. Потім мати, вирішивши, що сама не зможе побити сина, покликала на допомогу мешканця, Євтихія Кузьмича Купоросова. Купоросов не відмовився допомогти і навіть сказав хлопчикові цілу промову, потім зняв ремінь і відшмагав хлопця. Хлопчик мужньо переніс покарання, не видавши ні звуку. Ввечері батьки на сімейній раді вирішили віддати його по торговельній частині.